# Hectorellaceae
Hectorellaceae is een botanische naam, voor een familie van tweezaadlobbige planten. Een familie onder deze naam wordt zo af en toe erkend door systemen voor plantentaxonomie, zoals door het Dahlgrensysteem, Thornesysteem en Revealsysteem. Indien erkend gaat het om een heel kleine familie (van, zeg, twee soorten).
In de regel worden de betreffende planten ingedeeld in de familie Portulacaceae. De APWebsite deelt ze in bij de Montiaceae [10 juli 2009].